# 80 ق هـ
80 ق هـ هي السنة الثمانون السابقة للهجرة النبوية، وهي توافق ما بين سنتي 543 و544 حسب التقويم الميلادي، أي أنها بدأت في سنة 543م وانتهت في سنة 544م.

## مواليد
- النباش بن زرارة التميمي